# Limnophila serena
Limnophila serena là một loài ruồi trong họ Limoniidae. Chúng phân bố ở miền Australasia.